# Parafia św. Jana Chrzciciela w Kątach
Parafia św. Jana Chrzciciela w Kątach – parafia znajdująca się w województwie mazowieckim, w powiecie sochaczewskim, w gminie Sochaczew, na terenie dekanatu sochaczewskiego w diecezji łowickiej.

## Historia
Kościół zbudowany w latach 1989–1995 według projektu mgr inż. Mieczysława Gliszczyńskiego.

## Miejscowości podlegające parafii
Sochaczew – ulice: Chłopickiego, Chodkiewicza, Czarnieckiego, Kasprowicza, Kątowa, Łowicka (częściowo), Lubiejewska, Planowa, Płocka (od Metalowca na zachód), Wesoła, Zielona.
Miejscowości i Wsie: Altanka, Antoniew, Bronisławy, Gawłów – Karwowo (częściowo), Halinów, Kąty, Lubiejew, Rozlazłów, Sołectwo, Władysławów, Żdżarów

## Proboszczowie
- ks. Jan Głuszczyk (1992–2024)[1]
- ks. Ireneusz Cieślak(od 2024 )[2]

## Odpusty i Adoracje
- Data odpustu:

Narodzenia św. Jana Chrzciciela – 24 czerwca
- Doroczna adoracja:

17–19 grudnia